# مسعود گنجی
مسعود گنجی (متولد ۱۳۴۲ در اردبیل)، دارای درجه استاد تمام (پروفسور) رشته آمار و عضو هیئت علمی دانشگاه محقق اردبیلی است.

## زندگی‌نامه
در سال ۱۳۴۲ در اردبیل متولد شده و تا پایان دوره دبیرستان در این شهر مشغول به تحصیل می‌شود. پس از اخذ مدرک دیپلم در همان سال در رشته مورد علاقه خود در دانشگاه شهید بهشتی تهران قبول شده و در طی ۴ سال مدرک کارشناسی خود را اخذ می‌کند. در سال 1367 در آزمون بورسیه اعزام دانشجویان به خارج در رشته آمار به عنوان تنها فرد قبولی، پذیرفته شده و برای ادامه تحصیل عازم کشور هندوستان می‌شود.
با توجه به اخذ مدرک کارشناسی ارشد با نمرات ممتاز، بورسیه او برای دوره دکترا تمدید می‌شود. همچون گذشته دوره دکترا را نیز با درجه عالی به اتمام رسانده و به دلیل علاقه به خدمت به مردم شهر مادری خود به اردبیل بازگشته و به عنوان عضو هیئت علمی دانشگاه محقق اردبیل مشغول به کار می‌شود. نتیجه حضور ایشان در دانشگاه محقق اردبیل در بدو ورود، اخذ مجوز پذیرش دانشجو در رشته آمار جهت تحصیل در دانشگاه محقق اردبیلی می‌شود. طی دولت اصلاحات در دوره ای سمت معاون دانشجویی و فرهنگی و در دوره دیگری سمت معاون آموزشی و فرهنگی را در همان دانشگاه عهده‌دار می‌شوند.
براساس شناخت مسئولین وقت از ایشان در سال ۱۳۷۸ مسئولیت برگزاری سی امین کنفرانس بین‌المللی ریاضی ایران را تحت عنوان دبیر کنفرانس به ایشان واگذار نمودند که این امر در دوره ای که اینترنت و فضای مجازی در کشور بصورت بسیار محدود توسعه یافته بود باعث شد دانشگاه محقق اردبیلی و شهر اردبیل در سطح جهانی شناخته شود که تعداد شرکت کنندگان خارجی، این موضوع را تأیید می‌کنند. در سال ۱۳۷۹ با نظر مسئولین ارشد اجرایی استان عهده‌دار مسئولیت ریاست مرکز مدیریت دولتی استان می‌شود. با برنامه‌ریزی‌ها و تلاش‌های همکاران آن مرکز، مرکز آموزش مدیریت دولتی استان به عنوان دستگاه اجرایی نمونه استان انتخاب می‌گردد.
در سال ۱۳۸۵ و پس از تغییر ساختار دانشگاه پیام نور در سطح کشور، ایشان برای پیشبرد اهداف توسعه ای این دانشگاه در سطح استان به عنوان رئیس دانشگاه پیام نور استان اردبیل منصوب می‌شوند. در طی مدیریت ایشان، دانشگاه پیام نور استان اردبیل می توان از نظر کیفی به افزایش رشته‌های تحصیلی از کمتر از ۱۰۰ رشته-محل به بیش از ۲۰۰ رشته-محل و از نظر کمی به تأسیس و راه اندازی ۶ واحد دانشگاهی جدید و ساخت و خرید ۱۶ ساختمان دانشگاه در شهرهای مختلف استان در طی ۴ سال اشاره کرد. توسعه فراگیر این دانشگاه در شهرهای مختلف استان موجب گردید بسیاری از جوانان استان که امکان تحصیل در مرکز استان را نداشتند بتوانند در شهر خود یا نزدیکترین شهر به محل سکونتشان تحصیل نمایند.
در پایان سال ۱۳۸۸ مسئولیت ریاست دانشگاه محقق اردبیلی به عنوان دانشگاه مادر استان به ایشان سپرده شد. ساخت و تکمیل ۸ ساختمان دانشگاهی، افزایش تعداد دانشکده‌های دانشگاه، افزایش تعداد رشته‌های تحصیلی در دوره‌های کارشناسی، کارشناسی ارشد، دکترا و نیز تجهیز و بروزرسانی آزمایشگاه‌ها، کارگاه‌ها از اهم فعالیت‌ها در دوره مدیریت ایشان می‌باشد.

## سوابق تحصیلی[۳]
فارغ التحصیل کارشناسی آمار از دانشگاه شهید بهشتی تهران، کارشناسی ارشد آمار از دانشگاه دهلی هند، دکترای آمار از دانشگاه دهلی هند می باشد.

## سوابق مدیریتی[۴]
- رئیس دانشگاه محقق اردبیلی [۵]
- رئیس دانشگاه پیام نور استان اردبیل [۶]
- رئیس مرکز آموزش مدیریت دولتی استان اردبیل
- معاون آموزشی و پژوهشی دانشگاه محقق اردبیلی
- معاون دانشجویی و فرهنگی دانشگاه محقق اردبیلی
- رئیس دانشکده علوم دانشگاه محقق اردبیلی

## سوابق و فعالیت های حرفه ای و اجرایی
- دبیر سی امین کنفرانس بین‌المللی ریاضی ایران
- قرار گرفتن دانشگاه محقق اردبیلی در ردیف دانشگاه‌های برتر جهان برای اولین بار [۷]
- تأسیس و راه اندازی ۶ واحد دانشگاهی در شهرهای مختلف استان (دانشگاه پیام نور)
- ساخت و خرید ۱۶ ساختمان دانشگاهی در شهرهای مختلف استان (دانشگاه پیام نور)
- ساخت و تکمیل ۸ ساختمان دانشگاهی (دانشگاه محقق اردبیلی)
- ارتقای آموزشکده مغان به دانشکده [۸]
- راه اندازی دانشکده مشگین‌شهر [۹]
- ایجاد دانشکده فناوری‌های نوین نمین و تبدیل آن به دانشگاه مهندسی فناوری‌های نوین سبلان-نمین [۱۰]
- افزایش رشته‌های دانشگاه پیام نور استان اردبیل از کمتر از ۱۰۰ رشته-محل به بیش از ۲۰۰ رشته-محل
- افزایش رشته‌های دانشگاه محقق اردبیلی از کمتر از ۱۰۰ رشته-دوره به بیش از ۲۰۰ رشته-دوره [۱۱]